# Judith Durham
Judith Durham, född Judith Mavis Cock den 3 juli 1943 i Essendon, Melbourne, Victoria, död den 5 augusti 2022 i Prahran, Melbourne, var en australisk sångerska. 

## Biografi
Judith Durham föddes i Essendon, Victoria. Familjen flyttade år 1949 till Hobart på Tasmanien, men återvände 1956 till Melbourne. Judith Durham utbildade sig till pianist vid musikkonservatoriet i Melbourne. Hon har även studerat sång, och skivdebuterade vid 19 års ålder i ett jazzband. Då hade hon börjat att använda sin mammas efternamn, Durham.
År 1963 blev hon medlem av den australiska gruppen The Seekers. År 1968 lämnade hon gruppen för att satsa på en solokarriär. Från 1993 har hon vid flera tillfällen åter framträtt tillsammans med The Seekers.
Efter tiden i The Seekers verkade hon som soloartist med en omfattande skivutgivning, bland annat som jazzsångerska. I samband med att det gått 25 år sedan den ursprungliga gruppen splittrades medverkade hon år 1992 och 1993 vid en turné och i nya skivinspelningar med Seekers. Samarbetet med The Seekers har även fortsatt under senare år. Strax före sin 70-årsdag år 2013 drabbades Judith Durham av en hjärnblödning.  Hon återhämtade sig och under 2013 och 2014 medverkade hon på The Seekers turné med anledning av gruppens 50-årsjubileum.
År 1969 gifte hon sig med den brittiske pianisten Ron Edgeworth, som hon även arbetade tillsammans med i olika musikaliska sammanhang. Edgeworth avled 1994. Judith Durham erhöll år 1995 utmärkelsen Medal of the Order Of Australia (OAM) för sina insatser som artist.
Judith Durhams liv och karriär har skildrats i biografin The Judith Durham story: Colours of my life av Graham Simpson.
Dödsorsaken var bronkiektasier.